# مارسيل غانون
مارسيل غانون هو منتج أسطوانات وملحن ومغني كندي، ولد في 2 مايو 1950.